# Reixetovka
Reixetovka (en rus: Решетовка) és un poble (un possiólok) de l'óblast de Kursk, a Rússia, que en el cens del 2010 tenia 22 habitants. Pertany al districte rural de Gorxétxnoie.